# André de Panafieu
André de Panafieu, né Hector André de Panafieu à Chatou le 22 octobre 1865, et mort à Paris (9e arrondissement) le 25 décembre 1949, est un diplomate français, d’une famille d'origine cévenole. 

## Biographie
André de Panafieu est le fils d'Édouard de Panafieu, né le 27 mai 1828 et mort le 18 septembre 1900, Conseiller d'État, maire de Chatou de 1888 à 1891.
Il est le père (naturel, puis adoptif) de l'artiste-peintre Jacqueline Suzor de Panafieu (1903-1981), qui signe sous les noms de Pana ou Pana-Fieu
Il a été affecté comme secrétaire d'ambassade à Madagascar, à Constantinople, à Port-au-Prince, à Sofia, à Bangkok, à Tokyo, à Pékin, au Caire, à Saint-Pétersbourg, puis ambassadeur ("ministre") à Sofia en 1912 puis en 1920, avant d'être ambassadeur de France en Pologne de 1920 à 1925. La remise solennelle des lettres de créance eut lieu en 1923 ou 1924.